# Ruta Estatal de Nevada 429
La Ruta Estatal de Nevada 429, y abreviada SR 429 (en inglés: Nevada State Route 429) es una carretera estatal estadounidense ubicada en el estado de Nevada. La carretera inicia en el Sur desde la Hobart Road cerca de Carson City hacia el Norte en la US 395     en Washoe City. La carretera tiene una longitud de 12,6 km (7.824 mi).

## Mantenimiento
Al igual que las autopistas interestatales, y las rutas federales y el resto de carreteras estatales, la Ruta Estatal de Nevada 429 es administrada y mantenida por el Departamento de Transporte de Nevada por sus siglas en inglés Nevada DOT.

## Cruces
La Ruta Estatal de Nevada 429 es atravesada principalmente por la  SR 877 .